# John McPhee (Autor)

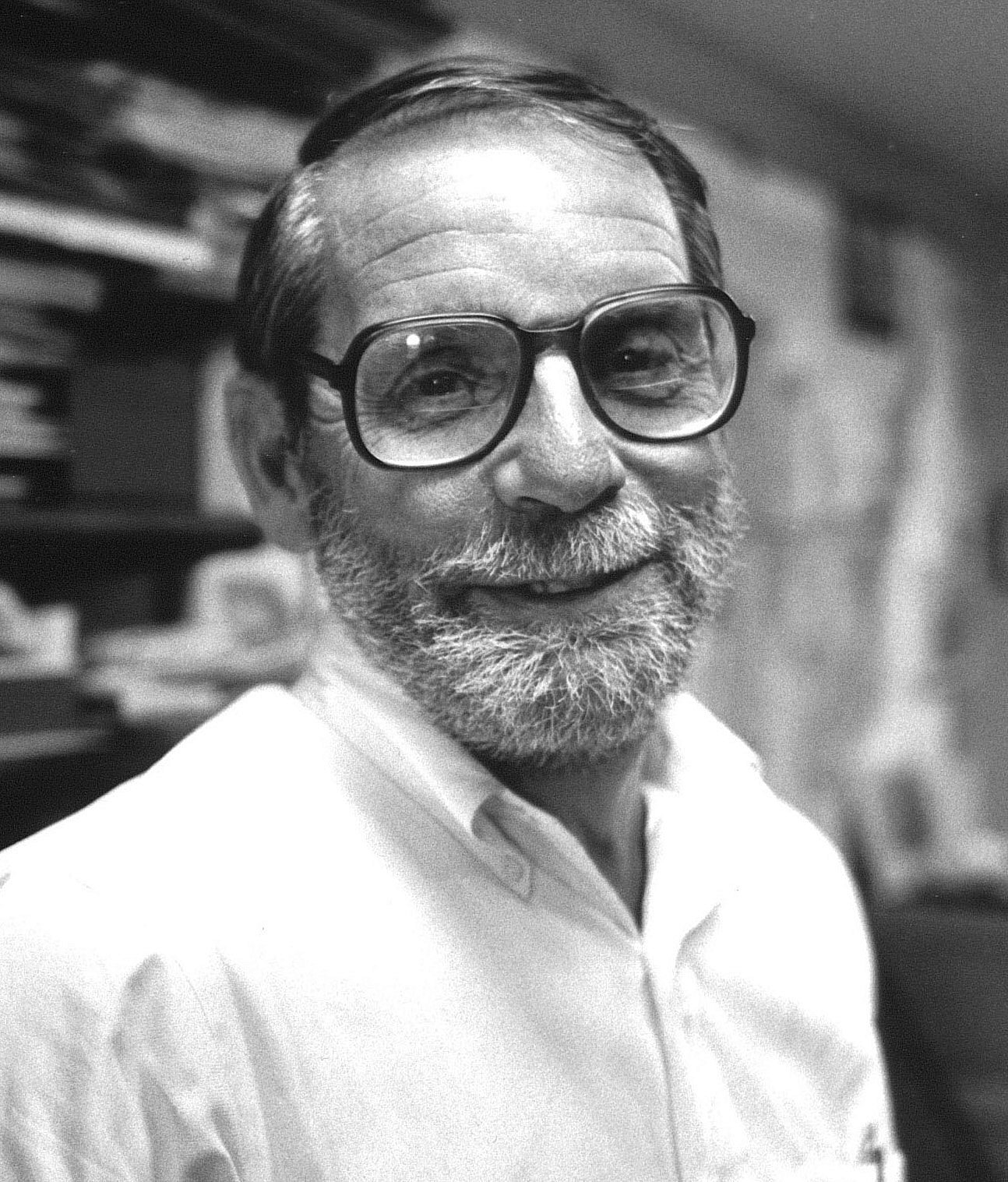
John McPhee

John Angus McPhee (* 8. März 1931 in Princeton, New Jersey) ist ein US-amerikanischer Sachbuchautor.

## Leben
John McPhee wurde 1931 in Princeton, New Jersey, geboren. Er studierte an der heimischen Princeton University und an der University of Cambridge, (U.K.). Er arbeitete zwei Jahre für das Fernsehen, bevor er 1957 begann, für die Time zu schreiben. Seit 1965 ist er angestellter Journalist bei The New Yorker. Im selben Jahr veröffentlichte er sein erstes von mittlerweile rund dreißig Büchern, A Sense of Where You Are. An der Princeton University gab er bis 1975 Schreibkurse, zu seinen Schülern gehörte zum Beispiel Richard Preston. Für seine Bücher gewann er mehrere Preise, für sein Buch Annals of the Former World über die Geologie Nordamerikas wurde ihm 1999 der Pulitzer-Preis verliehen. Es besteht aus der Kompilation von vier schon vorher erschienener Bücher (Basin and Range (1981), In Suspect Terrain (1983), Rising from the Plains (1986), Assembling California (1993)) und einem Schlussteil Crossing the Craton. Sein Buch The Curve of Binding Energy, ursprünglich 1973 eine Artikelreihe beim New Yorker, porträtiert den Entwickler der Wasserstoffbombe, Theodore B. Taylor.

## Auszeichnungen
- Nominiert für den National Book Award in der Kategorie Science mit Encounter With the Archdruid 1972
- Nominiert für den National Book Award in der Kategorie Science mit The Curve of Binding Energy 1975
- Academy Award für Schriftstellerei der American Academy of Arts and Letters 1977
- Woodrow Wilson Award 1982
- Aufnahme in die American Academy of Arts and Letters 1988
- John-Burroughs-Medaille für The Control of Nature 1990
- Aufnahme in die American Academy of Arts and Sciences 1993
- Pulitzer-Preis der Kategorie Sachbuch für Annals of the Former World 1999
- Ivan Sandrof Lifetime Achievement Award des National Book Critics Circle Award 2017

## Werke
- Der wachsame Friede der Schweiz. (La place de la Concorde Suisse) Benziger, Zürich, Köln 1984. ISBN 3-545-34042-2
- Cargo. (Looking for a Ship) Klett-Cotta, Stuttgart 1993. ISBN 3-608-91300-9
- Schlagabtausch: die Ebenen des Spiels. (Levels of the Game) Klett-Cotta, Stuttgart 1994. ISBN 3-608-91303-3
- Orangen. (Oranges) Klett-Cotta, Stuttgart 1995. ISBN 3-608-91301-7
- Konterbande: die Kunst im Koffer oder die Rettung der russischen Gegenwartskunst. (The Ransom of Russian Art) Klett-Cotta, Stuttgart 1996. ISBN 3-608-91790-X
- The Curve of Binding Energy, 1973, Noonday Press 1990
- Annals of the Former World, Farar, Straus and Giroux 1998